# Johannes Lange
Johannes Lange (Erfurt, 1487 — Erfurt, 2 de abril de 1548) foi um teólogo, humanista, jurista e reformador alemão.

## Publicações
- Das heilige Euangelium Matthei aus Kriechsersprach / vn bisweilen aus des hochgelerte hern Erasmi vo Roterdam translacion durch den wirdigen doctore Johane Langiu vo Erffurt Augustiner ordes yns deutsch gebracht / wilches tzu gotlicher ere beschirmug der warheit / vn de warhafftige christen / nutz vnd selicheit yres lebens tzu besserung geschehen ist. Ano M.D. xxi (1521).
- Pequeno Catecismo